# Pippo Baudo
Pour les articles homonymes, voir Baudo.
 (16 août 2025).
Le texte peut changer fréquemment, n’est peut-être pas à jour et peut manquer de recul. N’hésitez pas à participer, en veillant à citer vos sources.
Giuseppe Vittorio Raimondo Baudo, dit Pippo Baudo, né le 7 juin 1936 à Militello in Val di Catania et mort le 16 août 2025 à Rome, est un présentateur de télévision italien et animateur de radio. Il travaille durant cinquante-quatre ans pour la Rai et détient le record du nombre de présentations du festival de Sanremo.

## Biographie
Pippo Baudo est né à Militello in Val di Catania, en Sicile, fils d'un avocat et d'une femme au foyer. Pendant ses études de droit à l'Université de Catane, il a commencé à se produire en tant qu'acteur et présentateur, devenant l'acolyte du comédien Tuccio Musumeci. Il a obtenu un diplôme en droit, malgré son intérêt pour le divertissement, et n'a jamais exercé comme avocat.[2] À la fin des années 1950, il devient chanteur et pianiste pour l'Orchestra Moonlight. En 1959, pour la première fois, il apparait à la télévision italienne lors d'un épisode de l'émission d'Enzo Tortora (it) La conchiglia d'oro. Il fait sa percée en 1966, en tant que présentateur de l'émission musicale Settevoci (it).
Pippo Baudo fait partie des présentateurs les plus représentatifs de la télévision italienne. Il a principalement travaillé pour la Rai et durant une courte période sur Mediaset. Au cours de son activité, il a dirigé de nombreuses émissions de variété telles que Settevoci, Canzonissima, Domenica in, Fantastico, Serata d'onore, Novecento et le Festival de Sanremo. Dans ses programmes, il a relancé des personnalités musicales telles que Milva, Mietta, Anna Oxa et Giuni Russo et a lancé les carrières de personnages tels que Lorella Cuccarini, Heather Parisi (it), Andrea Bocelli, Giorgia, Laura Pausini, Fabrizio Moro, Beppe Grillo, Barbara D'Urso. 
Dans la continuité de son activité télévisuelle, il a également participé à plusieurs films et fictions, principalement dans son propre rôle et il a écrit quelques morceaux musicaux.
Pippo Baudo a eu deux enfants : Alessandro, né en 1962 de Mirella Adinolfi, et Tiziana, née en 1970 de sa première épouse Angela Lippi. Après avoir fréquenté les actrices Alida Chelli et Adriana Russo, en 1986, il épouse la chanteuse d'opéra italienne Katia Ricciarelli dans sa ville natale ; ils se séparent en 2004,. Baudo a eu une fille d'un précédent mariage en 1970. Pippo Baudo décède à Rome au  policlinico Campus Biomedico le 16 août 2025 à l'âge de 89 ans.

## Télévision
- Cantagiro (1964)
- Taccuino del 3º Cantagiro (1964)
- Piccola ribalta (1964-1967)
- Un disco per l'estate (1964-1968-1969-1992-1993)
- Festival della canzone napoletana (1965-1966)
- Settevoci (1966-1967-1968-1969-1970)
- Tiritì 'Tiratommola' (1966)
- Incontro con (1967)
- Eccetera, eccetera (1967)
- Festival di Sanremo (1968-1984-1985-1987-1992-1993-1994-1995-1996-2002-2003-2007-2008)
- Rivediamoli insieme (1971-1972-1974)
- La freccia d'oro (1971)
- Canzonissima: anteprima (1972)
- Canzonissima (1972-1973)
- Fine dell'anno allo Studio 3 (1974)
- Senza rete (1974)
- Spaccaquindici (1975)
- Anteprima: «Un colpo di fortuna» (1975)
- Un colpo di fortuna (1975-1976)
- Chi? (1976-1977)
- Uno dei tre (1976-1977)
- Secondo voi (1977-1978)
- Incontri a campione (1978)
- Girofestival (1978)
- Mostra Internazionale di musica leggera - Venezia (1978)
- Cabaret (1978)
- Luna Park (1979)
- Anteprima di ''Fantastico '79'' (1979)
- Domenica in (1979-1985, 1991-1992)
- Anteprima estate (1982)
- G.B. Show n.1 (1982)
- Vota la voce (1982,1998)
- Un milione al secondo (1982)
- Italia Parla (1983)
- Una festa per il cinema (1983)
- Tivùtrenta - Quiz sui trent'anni della tv (1983)
- Fantastico (1984-1985-1986-1990)
- Fantastico bis (1983-1990)
- Buon compleanno TV (1984-2004)
- Speciale « Fantastico » (1985)
- Ottantasei (1986)
- Festival (1987-1988)
- Tu come noi (1987)
- Serata d'onore (1983-1984-1985-1986-1989-2008)
- Uno su cento (1989)
- Uno su cento - Natale (1989)
- Firenze Sogna (1990)
- Gran Premio (1990)
- Telethon (1990)
- Anteprima « Gran Premio » (1990)
- Gran Premio - Pausa caffè (1990)
- Varietà (1991)
- Uno, due tre RAI, Vela d'oro (1991)
- Domenica in serale (1992)
- Dopofestival (1992-1993-1994-1995-1996)
- Partita doppia (1992-1993)
- La festa dello spettacolo (1992)
- Notte magica (1992)
- C'era due volte (1993)
- La tombola di Sanremo (1993)
- Forza Italia: speciale Galà Unicef (1993)
- Sanremo Giovani (1993-1994-1995-2001)
- Tutti a casa (1994)
- Tutte donne meno io (1994)
- Supergiganti (1994)
- Numero uno: speciale tombola di Natale (1994)
- Sotto il cielo di Taormina (1994)
- Sanremo top (1994-1995-1996-2002)
- Luna Park (1994-1995-1996)
- Numero Uno (1994-1995)
- Regalo di Natale (1994-1995)
- Papaveri e papere (1995)
- Festa italiana (1995)
- Una serata al Luna Park (1995)
- Buon compleanno Luna Park (1995)
- La zingara (1995-1996)
- Arriva il festival (1996)
- Bentornato Luna Park (1996) - Raiuno
- Mille lire al mese (1996)
- Una volta al mese (1997)
- Gran premio internazionale della tv (1997-1998-1999-2002-2003-2006-2008)
- Il ballo delle debuttanti (1997)
- La festa del disco (1997-1998)
- Tiramisù (1997)
- Donna sotto le stelle (1998-1999)
- La canzone del secolo (1999)
- Festival degli artisti di strada (1999)
- Giorno dopo giorno (1999)
- Nel cuore del padre (1999)
- Novecento (2000-2003, 2010)
- Passo doppio (2001)
- Una voce per Padre Pio (2001)
- Ancora mille di questi giorni (2001)
- Destinazione Sanremo (2002)
- Il castello (2002-2003)
- Sanremo estate (2002)
- Speciale « Numero uno » (2002)
- Cinquanta: storia della tv da chi l'ha fatta e da chi l'ha vista (2003)
- Premio Troisi (2003)
- Una notte a Sirmione (2004)
- Sabato italiano (2005)
- Domenica In... Ieri, oggi e domani (2005-2006-2007)
- Domenica In... Sette Giorni (2008-2009-2010)
- Concerto di Natale in Senato (2010-2011)
- Centocinquanta (2011)
- Le iene (8 mars 2012)
- Il viaggio (2012-2013)

## Filmographie

### Cinéma et fiction
Pippo Baudo a souvent joué son propre rôle dans diverses productions dont :
- Zum zum zum (1968), réalisation de Bruno Corbucci
- Zum Zum Zum n° 2 (1969), réalisation de Bruno Corbucci
- Il suo nome è Donna Rosa (1969) réalisation de  Ettore Maria Fizzarotti (dont il a composé les musiques)
- W le donne (1970) réalisation de  Aldo Grimaldi (musique)
- Delitto in via Teulada (1979) réalisation de  Aldo Lado - miniserie TV
- L'esercito più pazzo del mondo (1981) réalisation de Marino Girolami
- ''FF.SS.'' - Cioè: «...che mi hai portato a fare sopra a Posillipo se non mi vuoi più bene? » (1983) réalisation de  Renzo Arbore
- Sono un fenomeno paranormale (1985) réalisation de  Sergio Corbucci
- Casa Cecilia (1982) réalisation de  Vittorio De Sisti
- I promessi sposi (1990) réalisation de  Marchesini-Lopez-Solenghi
- Anni 90 - Parte II (1993) réalisation de  Enrico Oldoini
- Come inguaiammo il cinema italiano - La vera storia di Franco e Ciccio (2004) réalisation de  Ciprì et Maresco
- L'ultimo gattopardo: Ritratto di Goffredo Lombardo (2010) réalisation de  Giuseppe Tornatore
- Tutti al mare (2010) réalisation de Matteo Cerami

### Spot de publicité
- Carne Simmenthal (années 1960), testimonial
- Pagine Gialle (années 1980), testimonial
- Vero Cuoio (années 1980), testimonial
- Kimbo Caffè (années 1980 - années 1990), testimonial
- Palombini espresso, testimonial
- Acqua Santa Croce, testimonial
- Tomarchio Naturà, testimonial ( TV locale sicilienne)
- Supermercati Sma, testimonial (TV locale sicilienne en 1991)